# Renate Siebert
Renate Siebert (ou Renate Zahar, Renate Siebert-Zahar) née le 29 avril 1942 à Kassel, est une sociologue italienne. Elle est professeure de sociologie à l'université de Calabre jusqu'en 2007. Ses recherches portent sur les préjugés ethniques et le racisme, le genre et les générations dans le Sud, le chaos généralisé, la violence de la mafia et le rôle des femmes dans les contextes mafieux ainsi que sur les femmes, l'islam et l'écriture de l'Algérienne Assia Djebar.

## Biographie

### Enfance et éducation
Renate Siebert naît le 29 avril 1942 à Kassel en Allemagne. Son entourage a vécu sous le national-socialisme. Elle rompt les relations avec sa famille et part étudier à l'université Johann Wolfgang Goethe de Francfort-sur-le-Main, notamment avec le professeur Theodor W. Adorno. Elle obtient  un doctorat, en 1968, en soutenant une thèse sur Frantz Fanon publiée en allemand, italien, français, espagnol et anglais. À Francfort, elle fréquente les mouvements indépendantistes africains  et rencontre de nombreux réfugiés politiques.

### Carrière
Renate Siebert commence sa carrière comme collaboratrice scientifique de Theodor W. Adorno, Jürgen Habermas et Ludwig von Friedeburg. Elle mène des recherches sur les formes de racisme, latent et/ou manifeste, dans les représentations des problèmes de développement et de sous-développement tels que présentés dans les livres scolaires. À la mort d'Adorno, elle part s'installer à Milan, en 1971, où elle enseigne à l'École supérieure d'éducation en sociologie et à la faculté des sciences politiques de l'État. En 1974, elle part enseigner à l'université de Calabre. Elle occupe des postes d'enseignante à la Faculté des lettres et de philosophie, des sciences économiques et sociales et des sciences politiques. Dans cette discipline en 1986, elle nommée professeure associée de sociologie des mutations et sciences politiques. Elle assume les fonctions de vice-doyenne en 2003.
Elle est déléguée par le recteur de l'Observatoire régional pour la lutte contre la mafia et la criminalité organisée. Elle coordonne la section Vie quotidienne de l'Association italienne de sociologie (AIS), de 1996 à 1999. Elle est membre du conseil d'administration de la Fondation Rubbettino, consultante éditoriale de Saggiatore et Rubbettino (it), conservatrice de la série « Altera » chez Rubbettino, collaboratrice de la BBC pour la réalisation de programmes culturels et de documentaires scientifiques.
Elle prend sa retraite universitaire en 2007.

## Ses travaux

### Travaux sur la condition féminine
Elle fonde en 1974, avec ses consœurs Laura Balbo (it), Chiara Saraceno, la femme politique Franca Bimbi (it), l'éditorialiste Giuliana Chiaretti (it) et d'autres, le GRIFF (Gruppo di Ricerca sulla Famiglia e la Condizione Femminile) qui a l'ambition de devenir le point de référence pour les études des femmes, un lieu de rencontre et de débat sur le féminisme milanais. Elle fonde, à l'Université de Calabre, la revue Nosside, le Centre interdépartemental d'études féminines Milly Villa, et le Centre d'études, de recherche et de documentation. Tiziano Peccia note que Renate Siebert, à partir des années 1990, est à l'origine des recherches orientées sur les études de genre qui commencent à différencier les acteurs des actrices ayant eu des activités mafieuses.

### Secret of Life and Death: Women and the mafia
Secret of Life and Death : Women and the mafia est l'un des premiers ouvrages consacré aux femmes mêlées à la mafia. Il est construit à partir de témoignages de justice, d'interviews publiées dans des journaux et des recherches récentes. Au contraire du mythe d'une mafia qui honorerait les femmes, Siebert montre les dures réalités auxquelles sont confrontées les femmes qui vivent dans ce milieu et leur courage pour se battre contre lui. Ruth Rendell dit de cet ouvrage : « Les livres sur la mafia sont soit intelligents, soit passionnants. Celui-ci est à la fois intelligent et passionnant. Mais l'autrice ne laisse jamais le sensationnalisme prendre le dessus. Il s'agit d'un ouvrage réfléchi, mais le sujet qu'il traite, principalement l'asservissement et la victimisation des femmes et, surtout, leur corruption, est si choquant qu'il en est stupéfiant. Le résultat est une réussite considérable. ».

## Vie privée
Renate Siebert a eu deux enfants avec le sociologue Paolo Jedlowski.

## Publications

### Ouvrages
- (it) Voci e silenzi postcoloniali. Frantz Fanon, Assia Djebar e noi, Carocci, 2012, 272 p. (ISBN 8843063421 et 978-8843063420)
- (it) Il razzismo : il riconoscimento negato, Carocci, 2003, 169 p. (ISBN 884302728X et 9788843027286, lire en ligne).
- (en) avec Fellia Allum (éds.), Organised Crime and the Challenge to Democracy, Routledge, 2003, 256 p. (ISBN 9780415467278, lire en ligne)
- (it) Cenerentola non abita più qui. Uno sguardo di donna sulla realtà meridionale (préf. Franco Cassano), Torino, Rosenberg & Sellier, 1999, 248 p. (ISBN 8870117766 et 9788870117769, lire en ligne)
- (en) Secrets of Life and Death : Women and the Mafia, London, New York, Verso, 1996, 333 p. (lire en ligne).
- (it) Le donne, la mafia, Milano, Il saggiatore, 1994, 463 p. (ISBN 9788842801658 et 8842801658, OCLC 797865601, lire en ligne).
- L’œuvre de Frantz Fanon : colonialisme et aliénation dans l'œuvre de Frantz Fanon (trad. Roger Dangeville), Paris, F. Maspero, 1970, 127 p. (OCLC 463189978, lire en ligne).

### Articles
- Renate Siebert (trad. Léonore Namer), « Mafia et antimafia. À la recherche de nouvelles catégories interprétatives », L'Homme et la société, vol. 119, no 1,‎ 1996, p. 21–31 (DOI 10.3406/homso.1996.2820, lire en ligne, consulté le 28 octobre 2024).
- (en) Renate Siebert, « Mafia Women: The Affirmation of a Female Pseudo-Subject. The Case of the ‘Ndrangheta », dans Women and the Mafia, Springer, 2007, 19–45 p. (ISBN 978-0-387-36542-8, DOI 10.1007/978-0-387-36542-8_3, lire en ligne).